# 14. Oscar-gála
Az 14. Oscar-gálát, melyen a Filmakadémia díj átadót 1942. február 26-án tartották meg. A filmművészet legjobb filmjeinek tartott Aranypolgár és A máltai sólyom elől a Hová lettél, drága völgyünk? vitte el a díjat. A legjobb női főszereplő díjért testvérpár küzdött, Joan Fontaine és Olivia de Havilland. Először adtak ki díjat a dokumentumfilm kategóriában.

## Kategóriák és jelöltek

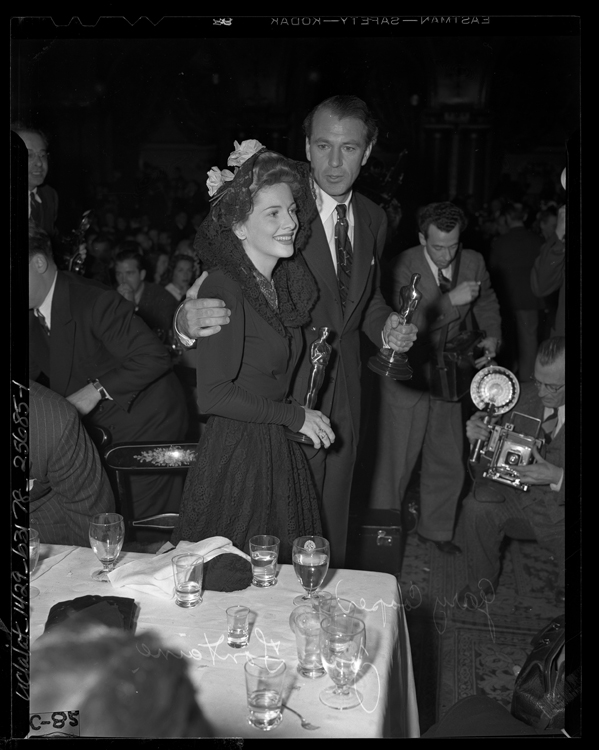
Gary Cooper és Joan Fontaine a díjaikkal

Nyertesek félkövérrel jelölve

### Legjobb film
- Hová lettél, drága völgyünk? (How Green Was My Valley) – 20th Century Fox – Darryl F. Zanuck
  - Aranypolgár (Citizen Kane) – RKO Pictures Radio – Orson Welles
  - Virágok a porban (Blossoms in the Dust) – Metro-Goldwyn-Mayer – Irving Asher
  - Gyanakvó szerelem (Suspicion) – RKO Radio – Harry E. Edington
  - Here Comes Mr. Jordan – Columbia – Everett Riskin
  - Hold Back the Dawn – Paramount – Arthur Hornblow, Jr.
  - A kis rókák (The Little Foxes) – Goldwyn, RKO Radio – Samuel Goldwyn
  - A máltai sólyom (The Maltese Falcon) – Warner Bros. – Hal B. Wallis
  - One Foot in Heaven – Warner Bros. – Hal B. Wallis
  - York őrmester (Sergeant York) – Warner Bros. – Jesse L. Lasky és Hal B. Wallis

### Legjobb színész
- Gary Cooper – York őrmester (Sergeant York)
  - Cary Grant – Emlékek szerenádja (Penny Serenade)
  - Walter Huston – All That Money Can Buy/The Devil and Daniel Webster
  - Robert Montgomery – Here Comes Mr. Jordan
  - Orson Welles – Aranypolgár (Citizen Kane)

### Legjobb színésznő
- Joan Fontaine – Gyanakvó szerelem (Suspicion)
  - Bette Davis – A kis rókák (The Little Foxes)
  - Olivia de Havilland – Hold Back the Dawn
  - Greer Garson – Virágok a porban (Blossoms in the Dust)
  - Barbara Stanwyck – Szőke szélvész (Ball of Fire)

### Legjobb férfi mellékszereplő
- Donald Crisp – Hová lettél, drága völgyünk? (How Green Was My Valley)
  - Walter Brennan – York őrmester (Sergeant York)
  - Charles Coburn – The Devil and Miss Jones
  - James Gleason – Here Comes Mr. Jordan
  - Sydney Greenstreet – A máltai sólyom (The Maltese Falcon)

### Legjobb női mellékszereplő
- Mary Astor – A nagy hazugság (The Great Lie)
  - Sara Allgood – Hová lettél, drága völgyünk? (How Green Was My Valley)
  - Patricia Collinge – A kis rókák (The Little Foxes)
  - Teresa Wright – A kis rókák (The Little Foxes)
  - Margaret Wycherly – York őrmester (Sergeant York)

### Legjobb rendező
- John Ford – Hová lettél, drága völgyünk? (How Green Was My Valley)
  - Alexander Hall – Here Comes Mr. Jordan
  - Howard Hawks – York őrmester (Sergeant York)
  - Orson Welles – Aranypolgár (Citizen Kane)
  - William Wyler – A kis rókák (The Little Foxes)

### Legjobb eredeti történet
- Here Comes Mr. Jordan – Harry Segall
  - Szőke szélvész (Ball of Fire) – Thomas Monroe, Billy Wilder
  - The Lady Eve – Monckton Hoffe
  - Az utca embere (Meet John Doe) – Richard Connell, Robert Presnell
  - Éjszakai vonat Münchenbe (Night Train to Munich) – Gordon Wellesley

### Legjobb eredeti forgatókönyv
- Aranypolgár (Citizen Kane) – Herman Mankiewicz, Orson Welles
  - The Devil and Miss Jones – Norman Krasna
  - York őrmester (Sergeant York) – Harry Chandlee, Abem Finkel, John Huston, Howard Koch
  - Tall, Dark and Handsome – Karl Tunberg, Darrell Ware
  - Erről álmodik a lány (Tom, Dick and Harry) – Paul Jarrico

### Legjobb adaptált forgatókönyv
- Here Comes Mr. Jordan – Sidney Buchman, Seton Miller forgatókönyve Harry Segall: Heaven Can Wait című színműve alapján
  - Hold Back the Dawn – Charles Brackett, Billy Wilder forgatókönyve Ketti Frings könyve alapján
  - Hová lettél, drága völgyünk? (How Green Was My Valley) – Philip Dunne forgatókönyve Richard Llewellyn regénye alapján
  - A kis rókák (The Little Foxes) – Lillian Hellman a saját színművéből
  - A máltai sólyom (The Maltese Falcon) – John Huston forgatókönyve Dashiell Hammett regénye alapján

### Legjobb operatőr
- Arthur C. Miller - Hová lettél, drága völgyünk? (How Green Was My Valley) (ff)
  - The Chocolate Soldier – Karl Freund
  - Aranypolgár (Citizen Kane) – Gregg Toland
  - Ördög az emberben (Dr. Jekyll and Mr. Hyde) – Joseph Ruttenberg
  - Here Comes Mr. Jordan – Joseph Walker
  - Hold Back the Dawn – Leo Tover
  - York őrmester (Sergeant York) – Sol Polito
  - Sun Valley Serenade – Edward Cronjager
  - Sundown – Charles Lang
  - Lady Hamilton (That Hamilton Woman) – Rudolph Maté

- Ernest Palmer és Ray Rennahan - Blood and Sand (színes)
  - Aloma of the South Seas – Wilfred M. Cline, Karl Struss és William Snyder
  - Billy, a kölyök (Billy the Kid) – William V. Skall és Leonard Smith
  - Virágok a porban (Blossoms in the Dust) – Karl Freund és W. Howard Greene
  - Zuhanóbombázók (Dive Bomber)[2] – Bert Glennon
  - Louisiana Purchase – Harry Hallenberger és Ray Rennahan

### Látványtervezés
Fekete-fehér filmek
- Richard Day, Nathan H. Juran, Thomas Little – Hová lettél, drága völgyünk? (How Green Was My Valley)
  - Perry Ferguson, Van Nest Polglase, Al Fields, Darrell Silvera – Aranypolgár (Citizen Kane)
  - Martin Obzina, Jack Otterson, Russell A. Gausman – New Orleans angyala (The Flame of New Orleans)
  - Hans Dreier, Robert Usher, Samuel M. Comer – Hold Back the Dawn
  - Lionel Banks, George Montgomery – Ladies in Retirement
  - Stephen Goosson, Howard Bristol – A kis rókák (The Little Foxes)
  - John Hughes, Fred M. MacLean – York őrmester (Sergeant York)
  - John DuCasse Schultze, Edward G. Boyle – Monte Cristo fia (The Son of Monte Cristo)
  - Alexander Golitzen, Richard Irvine – Sundown
  - Vincent Korda, Julia Heron – Lady Hamilton (That Hamilton Woman)
  - Cedric Gibbons, Randall Duell, Edwin B. Willis – When Ladies Meet

Színes filmek
- Cedric Gibbons, Urie McCleary, Edwin B. Willis – Virágok a porban (Blossoms in the Dust)
  - Richard Day, Joseph C. Wright, Thomas Little – Blood and Sand
  - Raoul Pene Du Bois, Stephen A. Seymour – Louisiana Purchase

### Legjobb vágás
- York őrmester (Sergeant York) – William Holmes
  - Aranypolgár (Citizen Kane) – Robert Wise
  - Ördög az emberben (Dr. Jekyll and Mr. Hyde) – Harold F. Kress
  - Hová lettél, drága völgyünk? (How Green Was My Valley) – James B. Clark
  - A kis rókák (The Little Foxes) – Daniel Mandell

### Legjobb vizuális effektus
- I Wanted Wings – Farciot Edouart és Gordon Jennings
  - Aloma of the South Seas – Farciot Edouart és Gordon Jennings
  - Repülési utasítás (Flight Command) – A. Arnold Gillespie
  - A láthatatlan asszony (The Invisible Woman) – John P. Fulton
  - Tengeri farkas (The Sea Wolf) – Byron Haskin
  - Lady Hamilton (That Hamilton Woman) – Lawrence Butler
  - Botrány a túlvilágon (Topper Returns) – Roy Seawright
  - A Yank in the R.A.F. – Fred Sersen

### Legjobb animációs rövidfilm
- Lend a Paw (Walt Disney)
- Boogie Woogie Bugle Boy of Company B (Walter Lantz)
- Hiawatha's Rabbit Hunt (Leon Schlesinger)
- How War Came (Columbia Pictures)
- The Night before Christmas (Metro-Goldwyn-Mayer)
- Rhapsody in Rivets (Leon Schlesinger)
- Rhythm in the Ranks (George Pal)
- The Rookie Bear (Metro-Goldwyn-Mayer)
- Superman (Max Fleisher)
- Truant Officer Donald (Walt Disney)

### Legjobb eredeti filmzene

#### Filmzene drámai filmben
- All That Money Can Buy – Bernard Herrmann
  - Back Street – Frank Skinner
  - Szőke szélvész (Ball of Fire) – Alfred Newman
  - Cheers for Miss Bishop – Edward Ward
  - Aranypolgár (Citizen Kane) – Bernard Herrmann
  - Ördög az emberben (Dr. Jekyll and Mr. Hyde) – Franz Waxman
  - Hold Back the Dawn – Victor Young
  - Hová lettél, drága völgyünk? (How Green Was My Valley) – Alfred Newman
  - King of the Zombies – Edward J. Kay
  - Ladies in Retirement – Morris Stoloff és Ernst Toch
  - A kis rókák (The Little Foxes) – Meredith Willson
  - Lydia – Rózsa Miklós
  - Mercy Island – Cy Feuer és Walter Scharf
  - York őrmester (Sergeant York) – Max Steiner
  - Hajnalodik (So Ends Our Night) – Louis Gruenberg
  - Sundown – Rózsa Miklós
  - Gyanakvó szerelem (Suspicion) – Franz Waxman
  - Tanks a Million – Edward Ward
  - Imádlak, de elválok (That Uncertain Feeling) – Werner R. Heymann
  - This Woman is Mine – Richard Hageman

#### Filmzene musicalfilmben
- Dumbo – Frank Churchill és Oliver Wallace
  - All-American Co-Ed – Edward Ward
  - A blues születése (Birth of the Blues) – Robert Emmett Dolan
  - Buck Privates – Charles Previn
  - The Chocolate Soldier – Herbert Stothart és Bronisław Kaper
  - Ice-Capades – Cy Feuer
  - Az eper-szőke (The Strawberry Blonde) – Heinz Roemheld
  - Sun Valley Serenade – Emil Newman
  - Sunny – Anthony Collins
  - You’ll Never Get Rich – Morris Stoloff

## Statisztika

### Egynél több jelöléssel bíró filmek
- 11: York őrmester (Sergeant York)
- 10: Hová lettél, drága völgyünk (How Green Was My Valley)
- 9: Aranypolgár (Citizen Kane), A kis rókák (The Little Foxes)
- 7: Here Comes Mr. Jordan
- 6: Hold Back the Dawn
- 4: Szőke szélvész (Ball of Fire), Virágok a porban (Blossoms in the Dust), Lady Hamilton (That Hamilton Woman)
- 3: The Chocolate Soldier, A máltai sólyom (The Maltese Falcon), Sun Valley Serenade, Sundown, Gyanakvó szerelem (Suspicion)
- 2: All-American Co-Ed, All That Money Can Buy, Aloma of the South Seas, Blood and Sand, Buck Privates, The Devil and Miss Jones, Ördög az emberben (Dr. Jekyll and Mr. Hyde), Dumbo, Ladies in Retirement, Louisiana Purchase, Topper Returns, You'll Never Get Rich

### Egynél több díjjal bíró filmek
- 5: Hová lettél, drága völgyünk (How Green Was My Valley)
- 2: Here Comes Mr. Jordan, York őrmester (Sergeant York)